# Varano-malaio
O varano-malaio (Varanus salvator) é uma espécie de lagarto varano da família Varanidae que habita um vasto território incluindo as florestas tropicais do Sudeste Asiático, Índia, Península Malaia, Indonésia, Filipinas, e outras ilhas próximas. Trata-se de um lagarto grande, entre 1,5 e 3 metros de comprimento, parente próximo do famoso dragão-de-komodo.

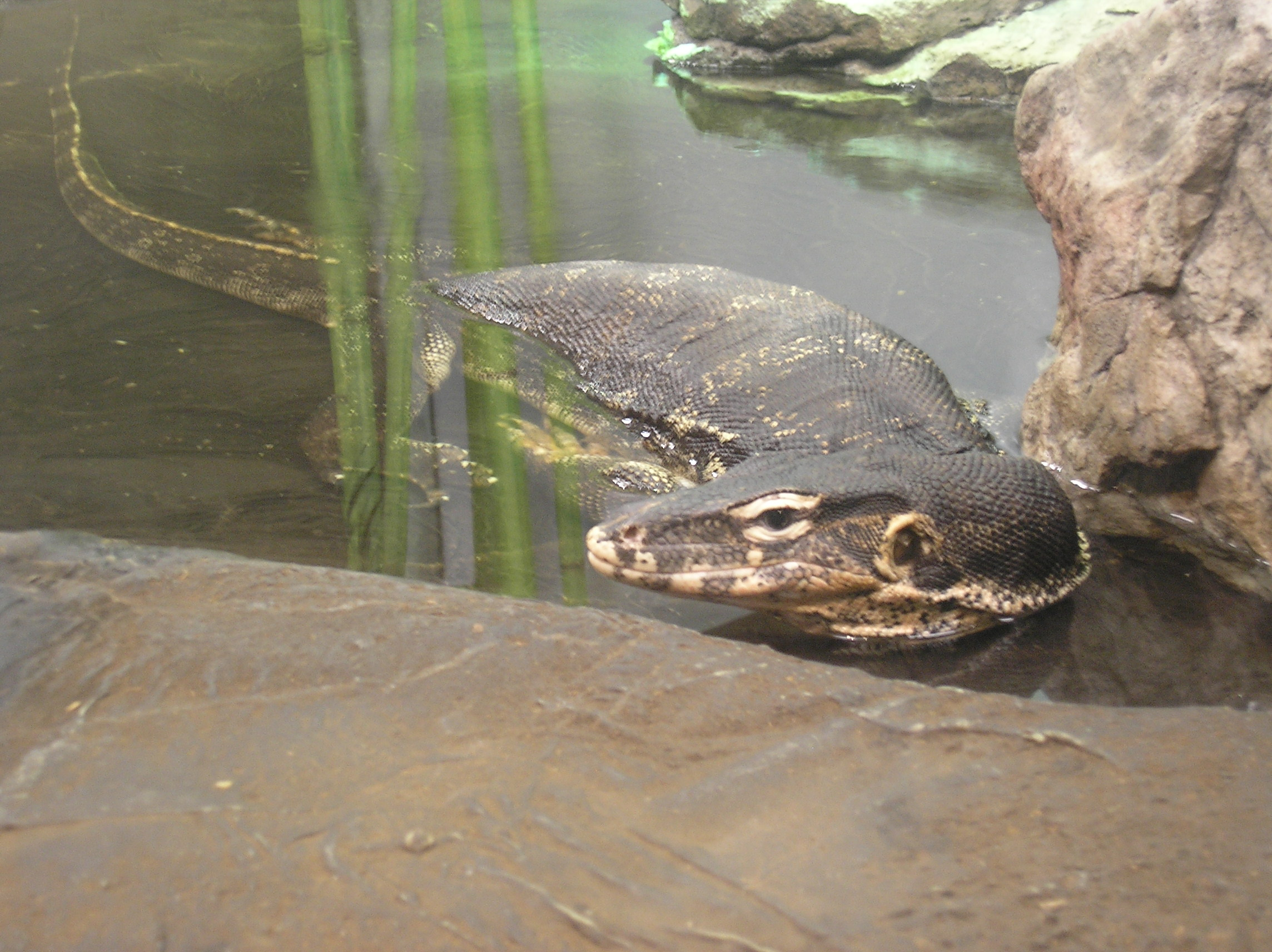
Varano malaio nadando

São animais carnívoros e sua dieta consiste de insetos, peixes, anfíbios, répteis, aves e pequenos mamíferos. São hábeis nadadores e não raramente podem ser encontrados em água doce ou salgada.